# Académie de droit international de La Haye
 (Mars 2025).

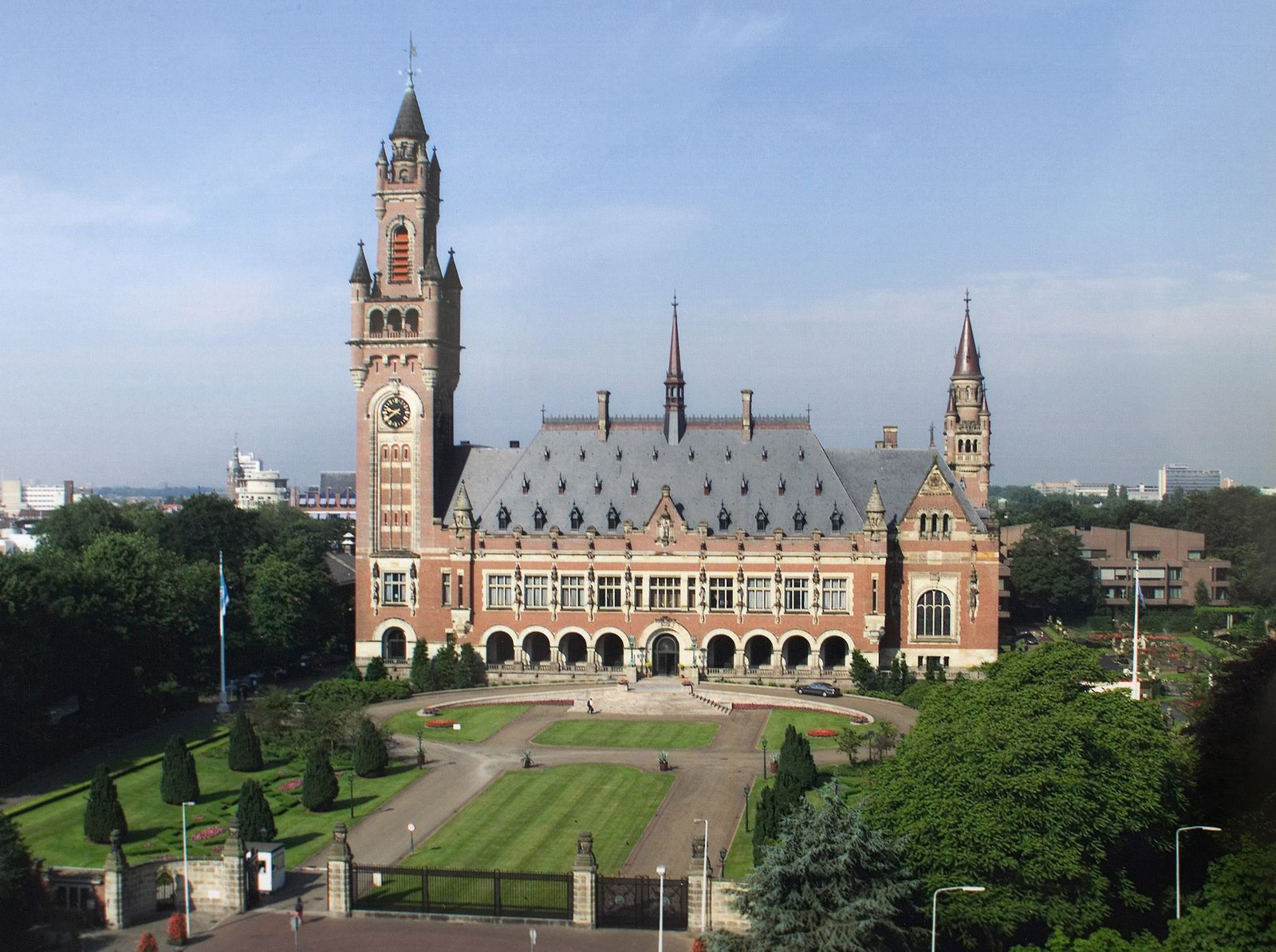
Le palais de la Paix, qui héberge l'Académie.

L’Académie de droit international de La Haye (en anglais : The Hague Academy of International Law) est un centre d'éducation de haut niveau dans les deux domaines du droit international public et privé, hébergé au palais de la Paix à La Haye, aux Pays-Bas. Les cours sont donnés en anglais et en français et, à l'exception des cours du programme extérieur, se tiennent au palais de la Paix. Les participants aux cours d'été de l'Académie sont nommés « auditeurs » ou « auditrices ».

## Histoire
Depuis 1923, l'Académie de droit international de la Haye siège au palais de la Paix aux côtés de la Cour permanente de Justice internationale, puis de la Cour internationale de justice et du Bureau de la Cour permanente d'arbitrage.
S'inscrivant dans le mouvement pour l'établissement de la paix par le droit, la création d'une Académie de droit international est évoquée lors de la seconde conférence de La Haye, en 1907 (après l'avoir été par l'Institut de droit international dès 1873). Le gouvernement néerlandais reprend l'idée et l'Association de droit international se penche à son tour sur la question. Le juriste néerlandais Tobias M.C. Asser propose un plan correspondant à peu près à ce que sera finalement l'Académie, avec des cours qui se tiendront de juillet à octobre. Asser reçoit le prix Nobel de la paix en 1911 et affecte une partie de son montant à l'Académie, tandis que la Fondation Carnegie pour la paix internationale, dégage un fonds appréciable pour sa mise en place. L'inauguration de l'Académie est prévue pour octobre 1914. Mais en raison de la guerre, elle sera reportée jusqu'en 1921. Le 14 juillet 1923, eut lieu l'ouverture des cours au palais de la Paix, en présence de 353 auditeurs, dont 35 femmes, représentant 31 États. Le nouveau bâtiment de l'Académie (2007) a été conçu et réalisé par les architectes Michael Wilford et Manuel Schupp.
Aujourd'hui, l'Académie constitue un centre de recherche et d'enseignement du droit international public et privé procédant à l'examen scientifique et approfondi des aspects juridiques des rapports internationaux. L’Assemblée générale des Nations unies souligne régulièrement « la précieuse contribution » que l'Académie « continue d'apporter au Programme d'assistance des Nations Unies aux fins de l'enseignement, de l'étude, de la diffusion et d'une compréhension plus large du droit international ». L’Académie a été honorée à plusieurs reprises : du prix Wateler de la Paix (1936, 1950), du prix Félix Houphouët-Boigny pour la recherche de la paix (1992), de l'ordre du Rio Branco, Brésil (1999), du prix Choucri-Cardahi de l’Académie des sciences morales et politiques (2000) et de la médaille de l'Institut royal d'études européennes, Espagne (2000). L'Académie a été recommandée 34 fois entre 1915 et 1956 pour se voir attribuer le prix Nobel de la paix. L’Académie est membre de la Coalition académique de La Haye.

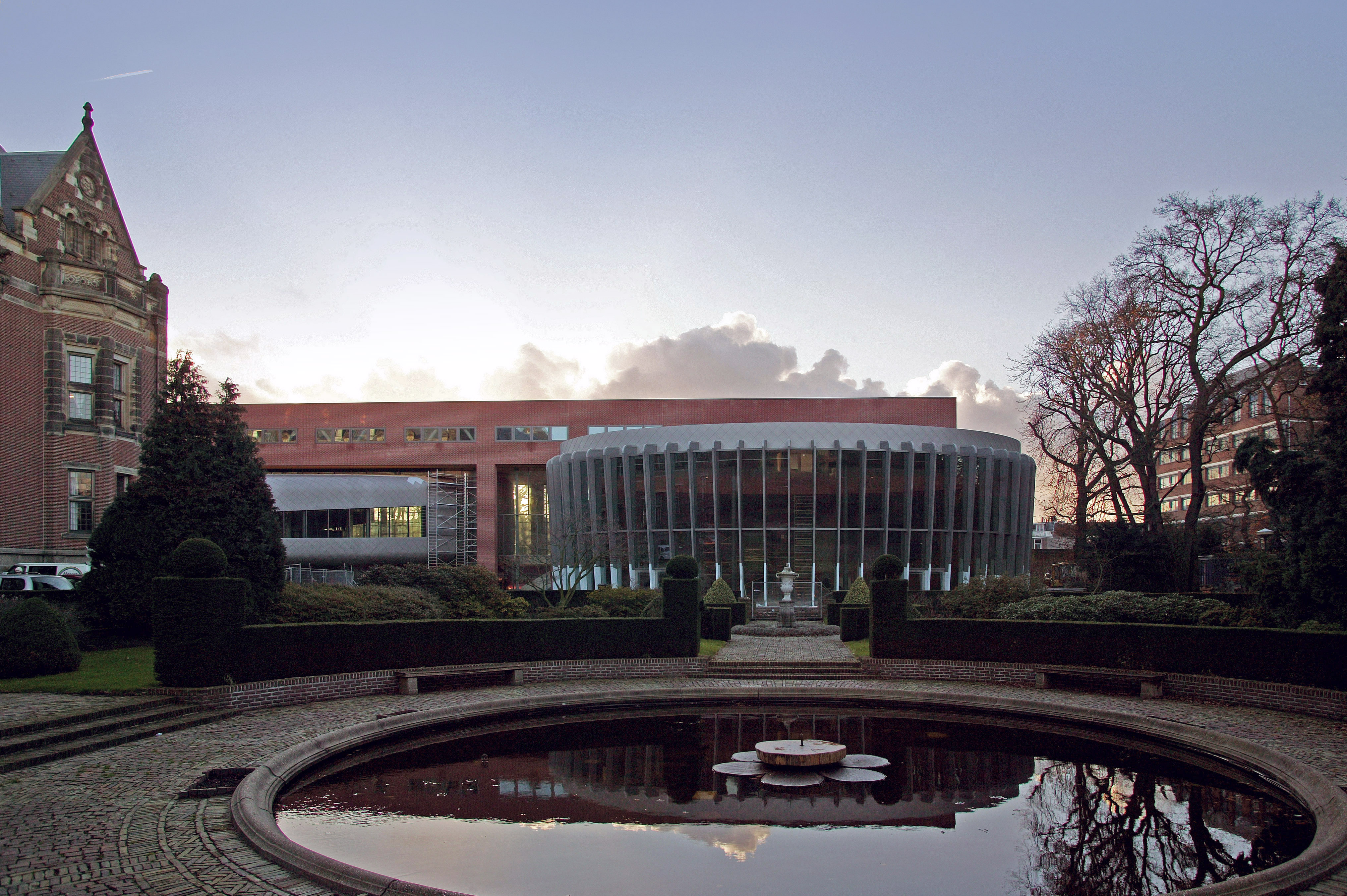
Académie de droit international de La Haye.

## Structures de l'Académie

### Curatorium
L'activité et la politique scientifique de l'Académie sont définies par le Curatorium. Celui-ci est composé d'internationalistes réputés dans le monde universitaire, diplomatique ou de la pratique du droit international et placé sous la présidence d'une haute personnalité, juriste réputé ayant généralement une grande expérience de la vie internationale et diplomatique. Parmi les derniers présidents figurent Roberto Ago, Nicolas Valticos, Boutros Boutros-Ghali.
Président
Yves Daudet, professeur émérite de l'université Paris I (Panthéon-Sorbonne).
Vice-Président
Beat Hess, président du conseil d'administration de LafargeHolcim, ancien group legal director, ancien membre du Comité exécutif, Royal Dutch Shell plc.
Membres
Geneviève Bastid-Burdeau, professeur à l'université Paris I (Panthéon-Sorbonne).
Antônio Augusto Cançado Trindade , juge à la Cour internationale de justice ; ancien juge et ancien président de la Cour interaméricaine des droits de l'Homme ; professeur émérite de l'université de Brasilia.
James Crawford (juriste), professeur en droit international, titulaire de la chaire Whewell, université de Cambridge ; Lauterpacht Centre for International Law.
Florentino P. Feliciano, ancien président, organe d'appel, OMC ; ancien Senior Associate Justice, Cour suprême des Philippines.
Diego P. Fernandez Arroyo, professeur à l’École de droit de Sciences Po.
Maarit Jänterä-Jareborg, professeur et ancienne doyenne de la faculté de droit de l'université d'Uppsala.
Djamchid Momtaz, professeur à l'université de Téhéran.
Shinya Murase, professeur à l'université Sophia, Tokyo ; membre de la Commission du droit international des Nations unies.
Raymond Ranjeva, ancien juge et ancien vice-président de la Cour internationale de justice.
Linos-Alexander Sicilianos, professeur à l'université d'Athènes, juge à la Cour européenne des droits de l'homme.
A. (Teun) V.M. Struycken, professeur émérite de l'université catholique de Nimègue ; ancien président de la Commission d'État néerlandaise de droit international privé.
Peter Tomka, juge et président de la Cour internationale de justice.
Tullio Treves, professeur à l'université de Milan, juge au Tribunal international du droit de la mer.
Peter D. Trooboff, Senior Counsel, Covington & Burling LLP, Attorney-at-Law à Washington, D.C. ; membre des barreaux du district de Columbia et de New York.
Hanqin Xue, juge à la Cour internationale de justice.
Secrétaire général
Jean-Marc Thouvenin, professeur à l'université Paris-Nanterre.

### Conseil d'administration
Le conseil d'administration s'occupe des aspects financiers et matériels du fonctionnement de l'Académie. Instance néerlandaise, composé de membres de nationalité néerlandaise, toujours présidé par une personnalité de premier plan (actuellement l'ancien ministre des affaires étrangères néerlandais, Bernard Bot), le conseil d'administration est étroitement lié à la fondation Carnegie des Pays-Bas, laquelle gère le palais de la Paix dont elle est propriétaire.

## Anciens élèves et professeurs célèbres
- Ted Kennedy, figure emblématique du Parti démocrate américain et sénateur des États-Unis pour le Massachusetts
- José Ramos-Horta, co-récipiendaire du prix Nobel de la paix en 1996 et 2e président de la république démocratique du Timor-Oriental.
- Francisco Rezek (pt), ancien juge de la Cour internationale de justice (CIJ) et ministre des Affaires étrangères du Brésil entre 1990 et 1992.
- Boutros Boutros-Ghali, sixième secrétaire général de l'ONU, de janvier 1992 à décembre 1996 et président du curatorium de l'Académie de droit international de La Haye.

## Programmes

### Cours d'été
Les cours d'été de l'Académie de La Haye durent trois semaines en droit international public (en juillet) et trois semaines en droit international privé (de la fin juillet à la mi-août). Ils ont lieu depuis 1923 dans l'enceinte du palais de la Paix. L'Académie n'est pas une université et ne fonctionne pas de la même manière. Elle ne dispose d'aucun corps professoral permanent mais son organe scientifique, le curatorium, fait librement appel aux universitaires, praticiens, diplomates et autres personnalités venant de toutes les parties du monde, qu'il juge qualifiés pour donner un cours, en anglais ou en français (avec traduction simultanée). Ces cours sont dispensés sous la forme d'une série de conférences, sur des sujets généraux ou spéciaux. Les cours sont ensuite publiés dans le recueil des cours de l'Académie de droit international qui compte aujourd'hui près de 360 volumes et constitue la plus importante publication encyclopédique en matière de droit international privé et public.
Les cours d'été s'adressent à des étudiants avancés et à des praticiens justifiant d'une formation préalable en droit international public ou privé. Peuvent être inscrits aux cours d'été, les candidats qui ont suivi au minimum quatre années d'études à l'université comprenant des matières de droit international et justifiant auprès du curatorium de l'Académie d'une connaissance suffisante de la matière; ou les candidats titulaires, à la date de l'ouverture de la session de l'Académie, d'un diplôme de droit en 3 ans. Tous les candidats doivent maîtriser l'une des deux langues de travail (français ou anglais). Un programme de bourses selon critères de mérite permet à environ 20 % des auditeurs de bénéficier d'une aide fournie par des organismes publics et privés ainsi que des personnalités de divers pays,. Chaque année, 80 à 100 nationalités sont représentées parmi les auditeurs et auditrices.

### Centre d'étude et de recherche en droit international et relations internationales
Depuis 1957, le centre de recherche est ouvert, à partir de la mi-août et pour une durée de trois semaines, à une vingtaine (moitié anglophones, moitié francophones) de chercheurs de haut niveau, jeunes internationalistes qui élaborent, sous la direction de professeurs qualifiés sur le sujet à l'étude, des travaux originaux dans le cadre d'un thème général commun déterminé chaque année par l'Académie; les meilleures participations étant publiées dans la collection Les livres de droit de l'Académie.
Thèmes du centre :
2010 : les migrations internationales ;
2011 : les recours contre les actes des organisations internationales;
2012 : la criminalité en mer;
2013 : les implications juridiques des crises financières de caractère mondial.
Les frais de participation et d'hébergement sont financés par l'Académie.

### Programme extérieur
À la fin des années 1960, l'Académie a mis en place le "programme extérieur", tenu généralement tous les ans et par rotation en Afrique, Asie, et Amérique Latine, à l'invitation de gouvernements étrangers ou d'organisations internationales. Le programme extérieur s'adresse à une vingtaine d'auditeurs en provenance des pays de la région dont le voyage est financé par l'Académie et l'hébergement par le gouvernement de l’État hôte. Se joignent à eux un certain nombre de ressortissants de ce dernier.

### Cours de perfectionnement pour praticiens en droit international public et privé
Entre 2005 et 2013, le cours de perfectionnement pour praticiens en droit international public et privé a lieu tous les ans, à La Haye, en janvier. Sur une courte période et de manière intensive, il aborde chaque année un thème différent :
- 2005 : Questions récurrentes et actuelles de droit international ;
- 2006 : La relation entre les ordres juridiques ;
- 2007 : Les normes internationales relatives à la sécurité : la lutte contre les crimes internationaux, le terrorisme et la criminalité organisée ;
- 2008 : La protection des biens culturels en droit international ;
- 2009 : La protection de l'enfant en droit international ;
- 2010 : Les défis en droit international pénal ;
- 2011 : La sécurité en droit international de la mer;
- 2012 : Responding to the Challenges of Natural and Industrial Catastrophes (en anglais) ;
- 2013 : Les immunités en droit international public et privé.

Une vingtaine de participants anglophones ou francophones participent à ce programme ; un système de bourses permettant la participation de juristes de pays en développement ou de pays en transition. Les cours de perfectionnement s'adressent à un public de professionnels plus ou moins expérimentés, du secteur public comme du secteur privé : magistrats, avocats, conseillers juridiques d'entreprise, responsables des stratégies internationales des entreprises et des implantations à l'étranger, personnel actif dans l'administration de la justice, dans la police, ou dans le domaine des relations économiques internationales (négociations commerciales internationales, suivi de la gestion de la dette extérieure, questions environnementales), membres des services des affaires étrangères nationaux, diplomates, économistes, journalistes etc.

## Diplôme de l'Académie
L'Académie de droit international de La Haye a institué un diplôme de haut niveau pour ceux des auditeurs des cours d’été qui, possédant déjà des connaissances approfondies en droit international, subissent avec succès les épreuves d'un examen soit en droit international privé, soit en droit international public. Cet examen présente un caractère hautement sélectif, peu de diplômes sont attribués chaque année.

## Bourses de doctorat
L’Académie propose quatre bourses de doctorat. Les bénéficiaires de ces bourses se voient offrir de séjourner durant deux mois (juillet et août) à La Haye dans le cadre de leurs recherches doctorales. Ils ont accès à la bibliothèque du palais de la Paix et peuvent s’ils le désirent, assister à tout ou partie des cours d’été. Les candidats doivent être ressortissants d’un pays en développement et y résider ; leur thèse doit être en voie d'achèvement.

## Publications
Depuis 1923, tous les cours professés à l'Académie font, en principe, l'objet d'une publication dans le recueil des cours de l'Académie de droit international de La Haye, dans la langue en laquelle ils ont été professés. Le recueil est publié en tomes, reliure verte, mais aussi en version électronique et en livres de poche pour certains cours. La collection des monographies de l’Académie de droit international de La Haye, contient des versions rééditées et mises à jour de certains cours magistraux dispensés à l’Académie.
Les travaux scientifiques du centre d’étude et de recherche, font l’objet d’une publication dans laquelle les directeurs d’études dressent le bilan des recherches du centre qu’ils ont dirigé.
Lorsque les travaux du centre se révèlent particulièrement intéressants et originaux, les rapports des directeurs et les articles rédigés par les chercheurs font l’objet d’un ouvrage collectif publié dans la collection Les livres de droit de l’Académie ; dans laquelle sont aussi publiés les travaux des colloques organisés par l'Académie.

## Colloques de l'Académie
Les colloques de l’Académie réunissent, dans le cadre d’un groupe restreint de réflexion, les spécialistes du sujet étudié, venus de différents pays du monde. Leur intérêt principal, outre de permettre la rencontre d’universitaires, de diplomates et de praticiens ayant en commun un intérêt et une compétence sur un thème déterminé, est de donner lieu à une publication de haut niveau scientifique.
- 1968 - Les accords de commerce international
- 1971 - Les aspects juridiques de l'intégration économique
- 1973 - La protection de l'environnement et le droit international
- 1978 - Le droit à la santé en tant que droit de l'homme
- 1979 - Le droit au développement sur le plan international
- 1980 - Le nouvel ordre économique international
- 1981 - La gestion des ressources pour l'humanité : le droit de la mer
- 1982 - Le règlement des différends sur les nouvelles ressources naturelles
- 1983 - L'avenir du droit international dans un monde multiculturel
- 1984 - L'avenir du droit international de l'environnement
- 1985 - L'adaptation des structures et méthodes des Nations unies
- 1990 - Le règlement pacifique des différends internationaux en Europe : perspectives d'avenir
- 1992 - Le développement du rôle du Conseil de sécurité
- 1994 - La convention sur l'interdiction et l'élimination des armes chimiques : une percée dans l'entreprise multilatérale du désarmement
- 2007 - Actualité de la conférence de La Haye de 1907, deuxième conférence de la Paix